# Kya zan hinga
La kya zan hinga (birman : ကြာဆံဟင်းခါး) est une soupe de nouilles vermicelles birmane dans un consommé de poulet.
Offerte à un moine, elle porterait chance.